# Right Now (canción de Rihanna)
«Right Now»  —en español: «Ahora mismo»— es una canción interpretada por la cantante barbadense Rihanna, con la colaboración del disc jockey y productor francés David Guetta, incluida en el séptimo álbum de estudio de Rihanna, Unapologetic (2012).
La canción fue producida por el mismo Guetta, como artista invitado, quien también coescribió la canción con Rihanna. Fue lanzada como el cuarto sencillo del álbum el 24 de junio de 2013.

## Antecedentes y producción
Durante la grabaccion de Unapologetic, Rihanna escribió en su Twitter de que había una colaboración secreta en su nuevo álbum, y que el cumpleaños del colaborador es el 7 de noviembre. Más tarde se reveló de manera explícita que el artista que colaboraría es francés; dando a revelar de que se trataba del disc-jockey David Guetta, anunciando luego, que él fue quién produjo "Right Now" y otra canción de su álbum, llamada "Phresh Out the Runway". Rihanna y Guetta ya habían trabajado juntos en el sencillo "Who's That Chick?", de Guetta, que está incluido en el relanzamiento de su segundo álbum de estudio de One Love, titulado One More Love.
"Right Now" fue compuesto por Guetta, Terius Nash, Mikkel S. Eriksen, Tor Erik Hermansen, Shaffer Smith, Giorgio Tuinfort, Nick Rotteveel y Rihanna. La producción de la canción estuvo a cargo de Guetta, Nicky Romero y Tuinfort, con la asistencia de Eriksen y Hermansen bajo el nombre StarGate. Los ingenieros de registro fueron Paul Norris y Aamir Yaqub, que fueron asistidos por Xavier Stephenson en Metropolis Studios de Londres. La voz de Rihanna fue grabada por Marco Tovar y Kuk Harrell en R Studios, en Los Ángeles, California, mientras que se mezcla por Manny Marroquin en Larrabee Studios en Burbank, California y Romero en el White Villa Studios en Ede, ciudad de Países Bajos. Harrell también maneja la producción de la voz de Rihanna. Toda la instrumentación y programación fue realizada por Eriksen, Hermansen, Guetta, Romero y Tuinfort.

## Recepción

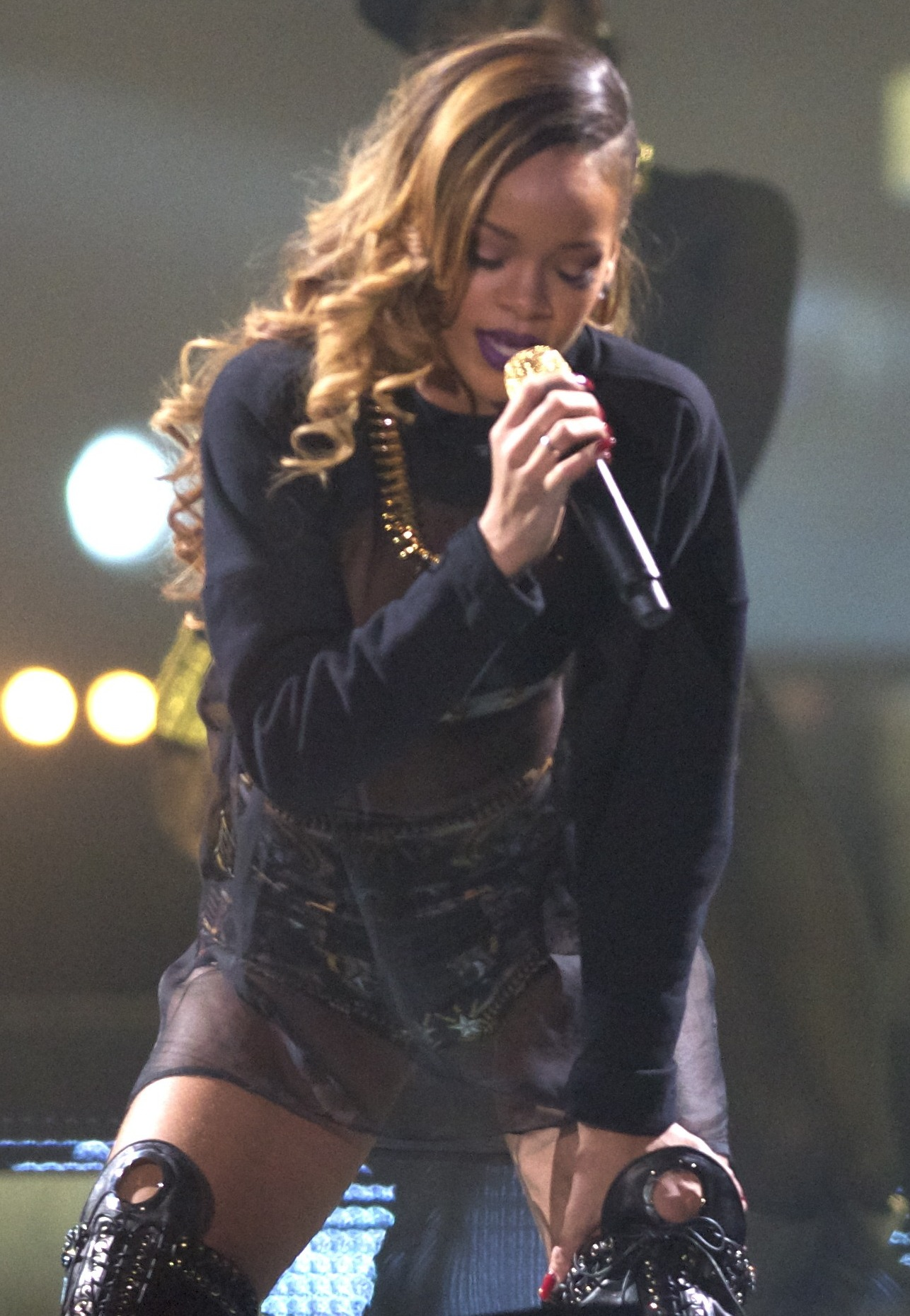
Rihanna en el 2013 cantando durante su gira Diamonds World Tour en los Estados Unidos.

### Comentarios de la crítica
La canción recibió críticas positivas, considerándolo como uno de los temas sobresalientes del álbum Unapologetic. Smokey Fontaine para el Huffington Post elogió la colaboración entre Rihanna y Guetta, diciendo que “«Right Now» es un futuro número uno, que suena tan obvio porque es muy bueno”. Jon Caramanica para The New York Times criticó positivamente la canción, así como el otro sencillo que produjo guetta titulado «phresh Out the Runway» en el álbum, ya que son "suplicante gutural" a pesar de que ambos sencillos suenen áspero. Christina Lee para Idolator describió la canción como "plato fuerte" en el disco Unapologetic,mientras que Robert Copsey para Digital Spy calificó el sencillo como muy seguro. Genevieve Koski para The AV Club le dio a la canción una crítica mixta.

### Desempeño comercial
Tras el lanzamiento de Unapologetic, «Right Now», logró entrar en las listas de muchos territorios debido a las fuertes descargas digitales, tras posicionarse en países como Irlanda, Reino Unido, Canadá, Australia, entre otros. La canción fue posteriormente certificado con el disco de oro en Australia por la venta de 35 000 copias, a pesar de no ser publicado oficialmente como sencillo. El 10 de junio de 2013, entró en el número 37 del Billboard Pop Songs. El ingresó de «Right Now», registró la 36º canción de Rihanna, convirtiéndose en la artista con más apariciones en la lista desde 1992. El 8 de agosto de 2013, alcanzó el número uno del Billboard Hot Dance Club Songs, marcando el 20º de Rihanna en líderar esta lista. Esto le permitió a Rihanna trasladarse a la segunda posición, por delante de Janet Jackson, que cuenta con 19 liderazgos, entre los artistas con más números uno en los 37 años de historia de dicha lista. Sólo se sitúa por detrás de Madonna, con 43 números uno.

## Lista de canciones y formatos
| Formato CD |                                |          |  |
| N.º        | Título                         | Duración |  |
| 1.         | «Right Now» (Con David Guetta) | 3:01     |  |

| Descarga digital (Remixes) |                                             |          |  |
| N.º                        | Título                                      | Duración |  |
| 1.                         | «Right Now» (Dyro Radio Edit)               | 3:04     |  |
| 2.                         | «Right Now» (Dyro Club Mix)                 | 4:04     |  |
| 3.                         | «Right Now» (Dyro Instrumental)             | 4:04     |  |
| 4.                         | «Right Now» (Sick Individuals Radio Edit)   | 3:16     |  |
| 5.                         | «Right Now» (Sick Individuals Remix)        | 5:31     |  |
| 6.                         | «Right Now» (Sick Individuals Dub)          | 5:16     |  |
| 7.                         | «Right Now» (Sick Individuals Instrumental) | 5:31     |  |
| 8.                         | «Right Now» (Justin Prime Radio Edit)       | 4:00     |  |
| 9.                         | «Right Now» (Justin Prime Vocal Mix)        | 4:59     |  |
| 10.                        | «Right Now» (Justin Prime Instrumental)     | 4:59     |  |
| 11.                        | «Right Now» (Ralphi Rosario Radio Edit)     | 3:47     |  |
| 12.                        | «Right Now» (Ralphi Rosario Mix)            | 7:41     |  |
| 13.                        | «Right Now» (Ralphi Rosario Tough Mix)      | 7:27     |  |
| 14.                        | «Right Now» (Ralphi Rosario Dub)            | 7:32     |  |

## Créditos y personal
Grabación
- Grabado en Metropolis Studios, Londres, Reino Unido; R Studios, Los Ángeles, California.
- Mezclado en White Villa Studios, Ede, Países Bajos; Larrabbee Studios, Burbank, California.

Personal
- Voz principal - Rihanna
- Producción - David Guetta, StarGate, Nicky Romero, Giorgio Tuinfort.
- Ingenieros de grabación - Paul Norris, Aamir Yaqub.
- Ingeniero asistente vocal - Xavier Stephenson.
- Producción Vocal - Kuk Harrell
- Grabación Vocal - Kuk Harrell, Marcos Tovar.
- Mezcla - Nicky Romero, Manny Marroquin.
- Todos los instrumentos y programación - David Guetta, StarGate, Nicky Romero, Giorgio Tuinfort.

## Posicionamiento en listas y certificaciones
| Lista (2012–13)                       | Mejor posición |
| ------------------------------------- | -------------- |
| Alemania (Media Control AG)           | 43             |
| Australia (ARIA)                      | 39             |
| Austria (Ö3 Austria Top 40)           | 25             |
| Bélgica (Flandes) (Ultratop 50)       | 34             |
| Bélgica (Valonia) (Ultratop 50)       | 37             |
| Canadá (Hot 100)                      | 32             |
| Dinamarca (Tracklisten)               | 36             |
| Escocia (The Official Charts Company) | 25             |
| Eslovaquia (Radio Top 100 Chart)      | 34             |
| Estados Unidos (Billboard Hot 100)    | 50             |
| Estados Unidos (Pop Songs)            | 15             |
| Estados Unidos (Hot Dance Club Songs) | 1              |
| Francia (SNEP)                        | 31             |
| Irlanda (IRMA)                        | 52             |
| Israel (Media Forest)                 | 3              |
| Japón (Japan Hot 100)                 | 25             |
| Países Bajos (Dutch Top 40)           | 28             |
| Perú (Ranking Planeta)                | 1              |
| Reino Unido (UK Dance Chart)          | 7              |
| Reino Unido (UK Singles Chart)        | 36             |
| Suecia (Sverigetopplistan)            | 25             |
| Suiza (Schweizer Hitparade)           | 32             |

| País           | Organismo certificador | Certificación | Ventas  | Ref.   |
| -------------- | ---------------------- | ------------- | ------- | ------ |
| Australia      | ARIA                   | Platino       | 70 000  | [ 36 ] |
| Dinamarca      | IFPI — Dinamarca       | Oro           | 15 000  | [ 37 ] |
| Estados Unidos | RIAA                   | Oro           | 500 000 | [ 38 ] |
| Suecia         | IFPI (Suecia)          | Platino       | 40 000  | [ 39 ] |
| Venezuela      | AVINPRO                | Oro           | 5 000   | [ 40 ] |

### Sucesión en listas
| Anterior: «Woman's World» de Cher | Hot Dance Club Songs — Sencillo Nro 1 11 de agosto de 2013 — 18 de agosto de 2013 | Siguiente: «Need U (100%)» de Duke Dumont con A*M*E |

## Historial de lanzamientos
| País           | Fecha               | Formato                | Discográfica          |
| -------------- | ------------------- | ---------------------- | --------------------- |
| Estados Unidos | 28 de mayo de 2013  | Contemporary hit radio | Def Jam Recordings    |
| Estados Unidos | 28 de mayo de 2013  | Rhythmic radio         | Def Jam Recordings    |
| Estados Unidos | 22 de julio de 2013 | Hot/Modern/AC radio    | Def Jam Recordings    |
| Alemania       | 21 de junio de 2013 | Descarga digital       | Universal Music Group |
| Alemania       | 21 de junio de 2013 | Sencillo en CD         | Universal Music Group |
| Reino Unido    | 12 de junio de 2013 | Mainstream radio       | Mercury Records       |